# Äppelros

Äppelros (Rosa rubiginosa), är en art i familjen rosväxter. Den hör till våra vildrosor och växer på torra och kalkrika marker i Sverige från Skåne till Gästrikland. Den förekommer även i övriga (Nordvästra) Europa, Afrika och Kaukasus. Äppelrosen är en kraftigt och tätt växande buskros, och dess blad doftar av äpple. Den blommar i juni och juli med 3–5 cm enkla rosa blommor. De ca 2 cm stora, ovala, orange-röda nyponen sitter ofta kvar hela vintern. 

## Synonymer

### Svenska synonymer
vinros, lukttörne 

### Vetenskapliga synonymer
Rosa eglanteria L.

## Hybrider
Äppelrosen hybridiserar lätt och har därför använts mycket i förädlingsarbetet. Den har givit upphov till många hybrider, samtliga buskrosor. Dessa hybrider klassas som rubiginosarosor (Rosa Rubiginosa-gruppen). De är med något undantag lättodlade och klarar i allmänhet skuggiga växtplatser och magra eller medelgoda jordar.